# Luna 14
Luna 14 (in russo Луна-14?) fu una sonda lanciata dall'URSS che si immise in orbita lunare ed effettuò diversi studi sulla Luna.

## La missione
Luna 14 fu lanciata il 7 aprile 1968 alle 10:09:32 UTC ed entrò in orbita lunare senza nessun intoppo il 10 aprile 1968 alle 19:25 UT.
La sonda era simile a Luna 12 con una strumentazione derivata da Luna 10. L'obiettivo principale della missione era testare il sistema di comunicazione per il progetto N1-L3, il quale prevedeva un atterraggio pilotato sulla superficie del satellite. Inoltre furono monitorate con esattezza le sue orbite, in modo da mappare le anomalie orbitali per le prossime missioni.
Luna 14 studiò anche l'interazione tra le masse terrestre e lunare e i raggi cosmici.
Questo volo fu l'ultimo delle sonde appartenenti alla seconda generazione del Programma Luna.